# Груб, Эмиль
Эмиль Груб (нем. Emil Grub, род. 17 ноября 1920, Рапперсвиль) — швейцарский хоккеист на траве, центральный нападающий. Участник летних Олимпийских игр 1948 года.

## Биография
Эмиль Груб родился 17 ноября 1920 года в швейцарском городе Рапперсвиль в кантоне Санкт-Галлен.
С середины 1940-х годов до конца десятилетия играл в хоккей на траве за цюрихский «Ред Сокс». В конце карьеры недолго выступал за «Стад Лозанн».
В мае 1947 года дебютировал в сборной Швейцарии в матче против Франции. В том же году сыграл в поединках со сборными Италии и Бельгии.
В 1948 году вошёл в состав сборной Швейцарии по хоккею на траве на летних Олимпийских играх в Лондоне, поделившей 5-6-е места. Играл на позиции нападающего, провёл 1 матч, мячей не забивал.
В 1950 году завершил игровую карьеру.
Работал пивоваром.